# Ludiano

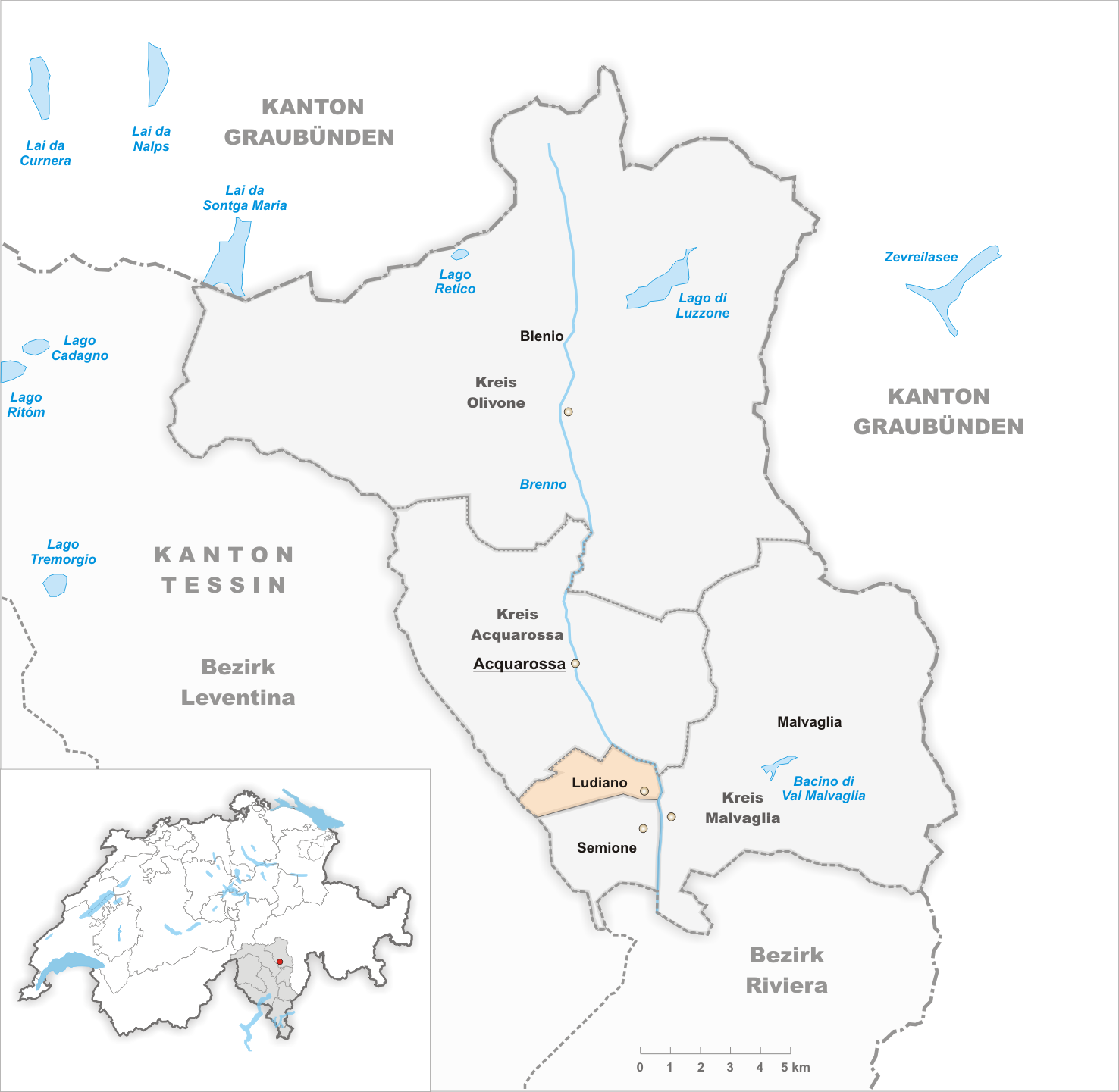
Gemeindestand vor der Fusion am 31. März 2012

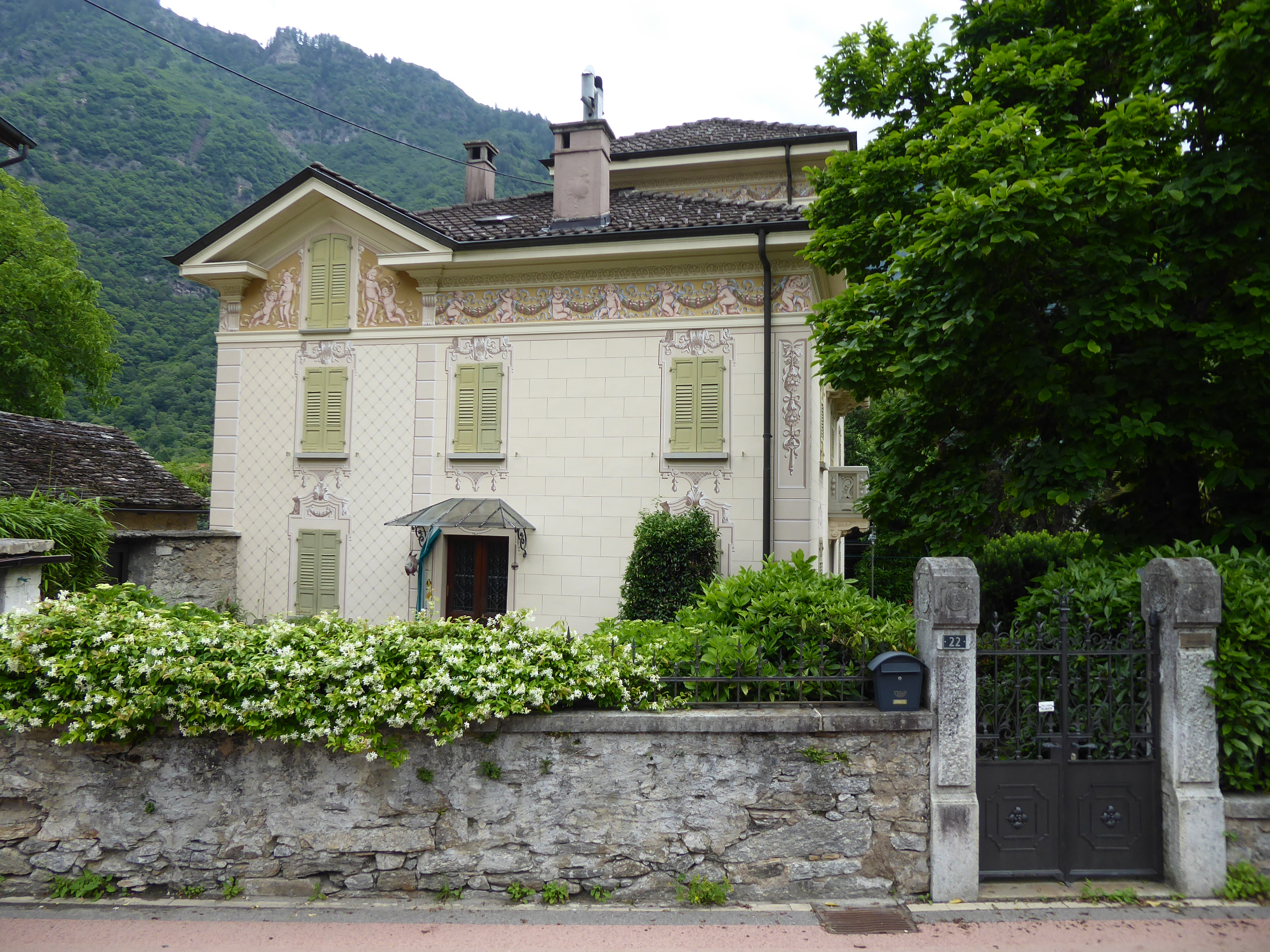
Villetta Brighton

Ludiano war bis zum 31. März 2012 eine politische Gemeinde im Kreis Malvaglia, im Bezirk Blenio des Kantons Tessin in der Schweiz. 

## Geographie
Ludiano liegt im unteren Bleniotal am westlichen Ufer des Brenno. Nachbardörfer sind, von Norden aus im Uhrzeigersinn, die zur Gemeinde Acquarossa gehörende Siedlung Motto, die Ortsteile Malvaglia und Semione, sowie Sobrio im Bezirk Leventina.
Das Gemeindegebiet von Serravalle im Bereich von Ludiano, besteht nach Westen aus bewaldeten und sanft zum 2172 Meter hohen Matro und zum 2417 Meter hohen Pizzo Erra ansteigenden Berghängen. Die im Nord-Osten von Ludiano aufragenden Gipfel Cima di Piancabella und Cima di Gana Bianca erreichen Höhen von 2671 bzw. 2842 Metern über Meer. Der im Süd-Osten liegende Pizzo Muncréch mit 2252 Metern und die im Süden, bei Biasca, gelegenen Gipfel Pizzo Magn mit 2329 Metern und Masnàn mit 2505 Metern runden das Landschaftsbild ab. Geologisch dominieren in diesem Teil der Lepontinischen Alpen zu Gneis umgewandelte Granitoide, die im Volksmund jedoch als Granit bezeichnet werden.
Ludiano verfügt über eigene Sommerweiden auf dem westlichen Berghang, bei der auf etwa 680 m ü. M. liegenden Fraktion Selvapiana (Sülapièna), und zwischen den beiden Ortskirchen San Secondo und San Pietro über eine rund 500 Meter lange und 250 Meter breite Weidelandzone in den Fraktionen Traversé und March. Sie ist die einzige flache und von Felsbrocken geräumte Landwirtschaftszone im Ort. Am Südrand des Dorfes, der sich wegen des felsigen Geländes nicht zu einer anderen Nutzung eignet, liegen in der Fraktion Ganne mehrere kleine Weinbauparzellen.

## Wald
Der ursprüngliche Gebirgswald am westlichen Berghang besteht zu 69 % aus Rottannen, zu 22 % aus Lärchen und zu 9 % aus Kastanien, Buchen und Birken. Die Laubwälder dominieren bis etwa 1000 Meter über Meer. Auf Höhen zwischen 1000 und 1300 Metern schliessen sich Mischwälder an. Ab 1300 Metern dominieren Nadelwälder. Bei den Laubbäumen handelt es sich mehrheitlich um Niederwald. Der Waldbestand wurde bereits vor der Gemeindefusion mit Semione und Malvaglia von den sogenannten Patriziati (Ortsbürgergemeinden) der damals eigenständigen Gemeinden Ludiano, Semione und Corzoneso gemeinsam bewirtschaftet. Nachdem der Wald zu Beginn des 20. Jahrhunderts und in den Krisenjahren der Folgezeit stark unter der Übernutzung gelitten hatte, entschieden sich die beteiligten Gemeinden zwischen 1946 und 1952 dafür, eine am Ziel der Nachhaltigkeit orientierte Waldordnung einzuführen. Zwischen 1972 und 1990 wurde dafür ein 25,6 km langes Forststrassennetz angelegt.

## Geschichte

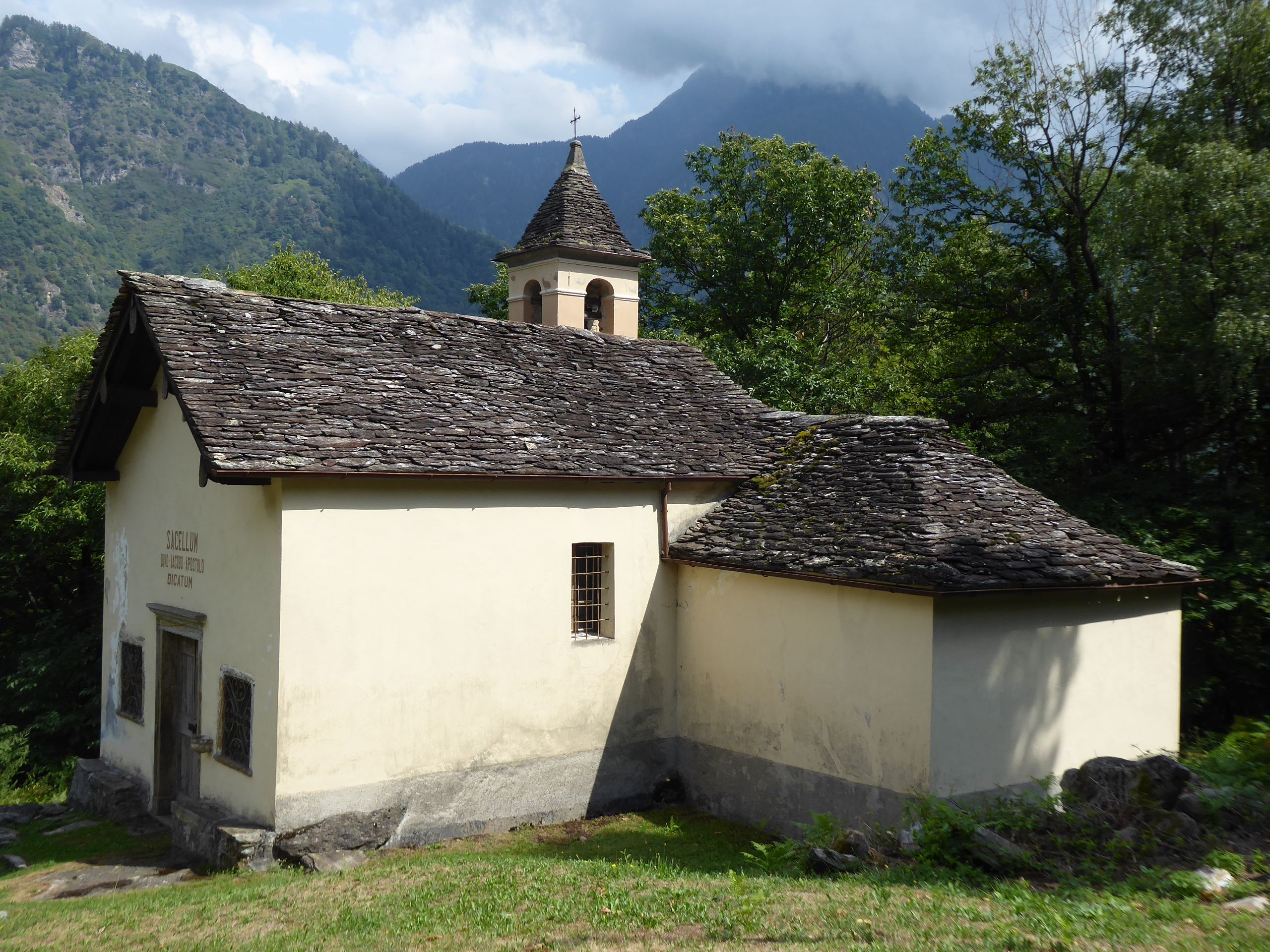
Oratorium San Giacomo Maggiore

Eisenzeitliche Grabbeigaben wurden 1926 auf dem Gemeindegebiet entdeckt. Eine erste urkundliche Erwähnung findet das Dorf im Jahr 1211 unter dem damaligen Namen Luguilano. Bis mindestens um 1100 siedelte die Mehrheit der Dorfbevölkerung in der oberhalb des heutigen Ludiano liegenden Fraktion Selvapiana (Sülapièna). Die im 20. Jahrhundert dem Zerfall überlassene Siedlung hatte zu ihrer Blütezeit rund 300 Einwohner. Ludiano lag in unmittelbarer Nähe der etwas tiefer gelegenen Burg Serravalle, deren Wehranlagen, rund 900 Meter südlich des Ortskerns, das einstige Auengebiet des Flusses Brenno überragten.
Die zentral auf einer leichten Anhöhe stehende Pfarrkirche San Secondo, benannt nach dem Märtyrer San Secondo d’Asti, wird 1293 erstmals erwähnt. Von diesem ersten Sakralbau besteht noch teilweise der romanische Glockenturm. Auf dem Fundament des ersten Kirchenbaus entstand zwischen 1779 und 1785 das heutige frühklassizistische Gebäude. Ein Weihwasserbecken aus grünem Serpentin, welches auf das Jahr 1618 datiert wird, sowie ein Reliquiar von 1696 fanden bei der Neugestaltung des Innenraums Verwendung. Um 1800 wurde der Innenausbau mit Malereien und Stuckaturen des aus Buttogno stammenden Malers Lorenzo Peretti (1774–1851) weiter geführt und 1825 mit dem Einbau eines ebenfalls klassizistischen Hauptaltars aus Marmor abgeschlossen.
Seine erste von fünf Visitationen in die Tre Valli (Bleniotal, Leventina, Riviera) zwischen 1567 und 1582 führte den Kardinal Carlo Borromeo am 24. Oktober 1567 nach Ludiano. Unweit des Dorfes hatten Humiliaten gewirkt, deren Glaubensauffassungen er bekämpfte. Im benachbarten Graubünden hatte sich der Kardinal im Rahmen der Gegenreformation massgeblich an der Verfolgung der Protestanten beteiligt. Die Rolle der römisch-katholischen Kirche war ab dem späten 18. Jahrhundert Gegenstand eines zum Teil gewaltsam ausgetragenen Kulturkampfs. Im Zuge dieser Auseinandersetzungen konnte sich der Liberalismus im Tessin als gesellschaftlich bestimmende Kraft durchsetzen. Die weite Verbreitung liberaler Ideen führte z. B. zu einem Eintreten des katholischen Kantons Tessin auf Seiten der protestantischen Kantone im Sonderbundskrieg von 1847, an dem sich 3000 Tessiner beteiligten, oder zur Säkularisierung des Schulunterrichts auch in Ludiano im Jahr 1853.

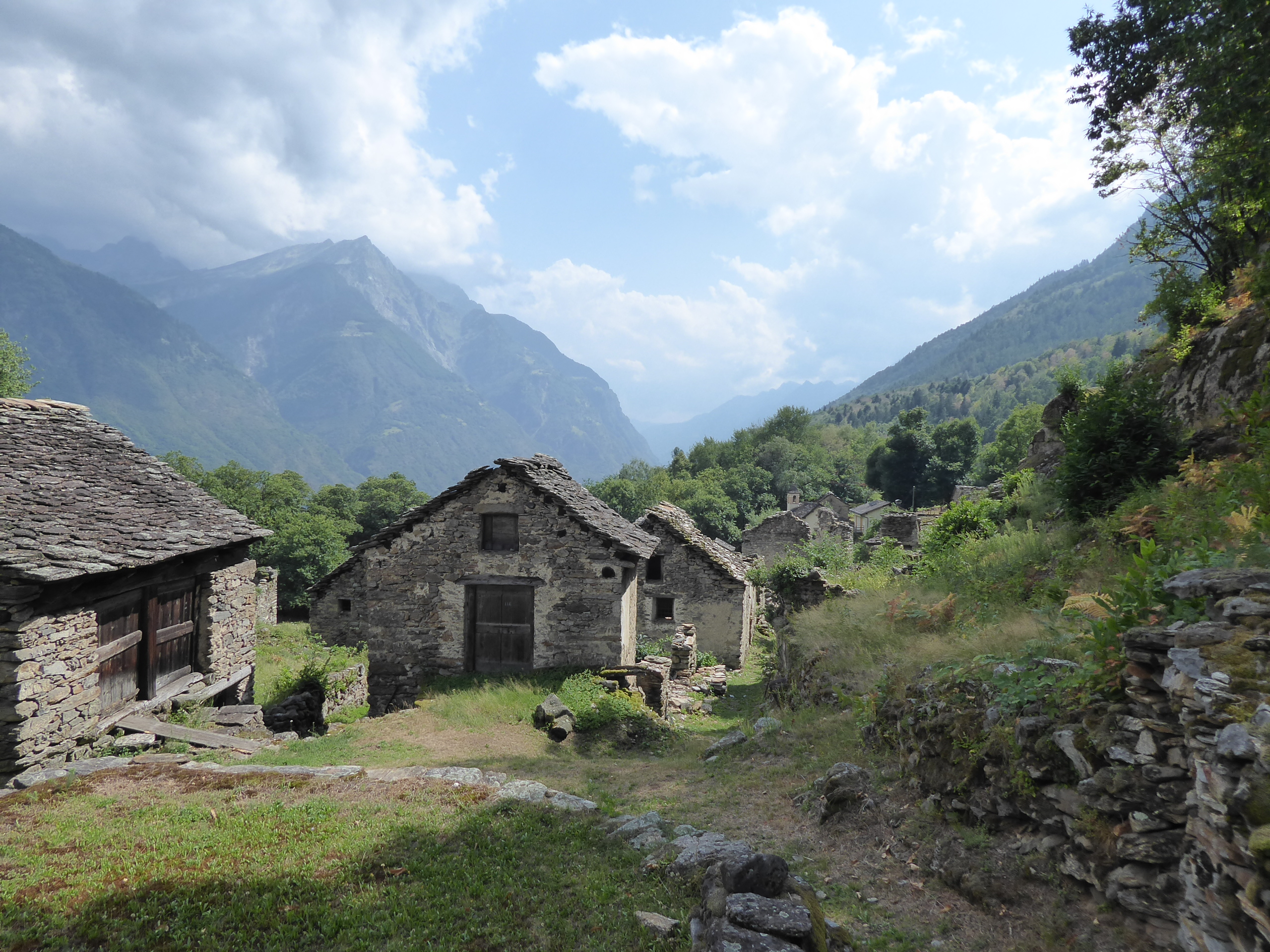
Selvapiana vor dem Wiederaufbau. Ansicht vom nördlichen Ortsrand nach Süden (2018).

Wie alle Gemeinden im Tal wurde auch Ludiano von der armutsbedingten Auswanderung geprägt, deren Ziel zunächst hauptsächlich Italien war. Später entwickelte sich zunehmend eine saisonale Auswanderung in die urbanen Zentren Westeuropas, namentlich nach London, Paris und Brüssel. Die Haupterwerbstätigkeit dieser Auswanderer bestand im Hotel- und Gaststättengewerbe und in der Produktion und im Verkauf von Marroni und Schokolade. Das Schokoladenhandwerk sollen sich Söldner aus dem Bleniotal in Spanien angeeignet haben. Im Zusammenhang mit der Schokoladenproduktion wanderten in der ersten Hälfte des 20. Jahrhunderts mehrere Familien aus Ludiano in die damalige britische Kolonie Sierra Leone in Westafrika aus. Die Rückkehrer, die bei den Zuhausegebliebenen häufig als Nichtstuer galten, verbrachten ihre Zeit mit Vorliebe im Grotto. Die wohlhabenderen brachten jedoch auch das private Kapital für die Biasca-Acquarossa-Bahn mit, die am 6. Juli 1911 die seit dem 6. Juli 1866 in Ludiano haltende Postkutsche ersetzte.
Am 1. April 2012 fusionierte sie mit Malvaglia und Semione zur neuen Gemeinde Serravalle.

## Verkehr
Ludiano ist über eine Brücke im Norden an die Schnellstrasse durch das Bleniotal angeschlossen, die ab Biasca mit der Autobahn A2 verbunden ist. In südlicher Richtung führt die ehemalige Kantonsstrasse ins Nachbardorf Semione und von dort, als kurvenreiche Hangstrasse, ebenfalls nach Biasca. Nach Norden besteht die Möglichkeit, den Lukmanierpass zu befahren, wofür der Strassenzustand und die klimatischen Bedingungen zu beachten sind.
Die nur zu den Hauptzeiten verkehrende Buslinie 132 der Autolinee Bleniesi S.A. gewährleistet eine Grundversorgung der Dorfbevölkerung mit Dienstleistungen des Öffentlichen Verkehrs. Bei der Brücke von Ludiano nach Motto befindet sich die Station der stündlich nach Biasca oder Olivone verkehrenden Buslinie 131.

## Sehenswürdigkeiten
- Pfarrkirche San Secondo mit Fresken des Malers Lorenzo Peretti[19] aus Buttogno: Martirio di San Secondo, Battesimo di San Secondo,  Battesimo di Cristo, Sant’Agostino, Santa Monica, San Carlo Borromeo in paramenti pontificali, Sant’Antonio da Padova, San Giacomo und San Giuseppe 1800[20]
- Oratorium San Giacomo Maggiore mit Fresko (15. Jahrhundert) im Ortsteil Selvapiana (Sülapièna)[20]
- Villetta Brighton mit Dekorationsmalereien an der Aussenfassade von Attilio Balmelli von 1920[20]
- Villa Laura, nach einem Entwurf von Giuseppe Bordonzotti 1910–12 für den in Glasgow tätigen Hotelier Francesco Ferrari erbaut[16][20]
- Südlich des Dorfes liegen die Ruinen der Burg Serravalle[20]
- Kirche San Pietro im Ortsteil Motto di Dongio[20]
- Cà de Mutal[20]
- Cà de Baltram[20]
- Cà de Farei mit einem Fresko Cristi Geburt von 1509[21]
- eine antike Hebelpresse[20]
- Im Ortsteil Motto: Steinbrücke aus dem Jahr 1424[20]

## Bevölkerungsentwicklung
Einwohnerzahlen: Volkszählungsdaten

## Persönlichkeiten
- Familie Ferrari[24]

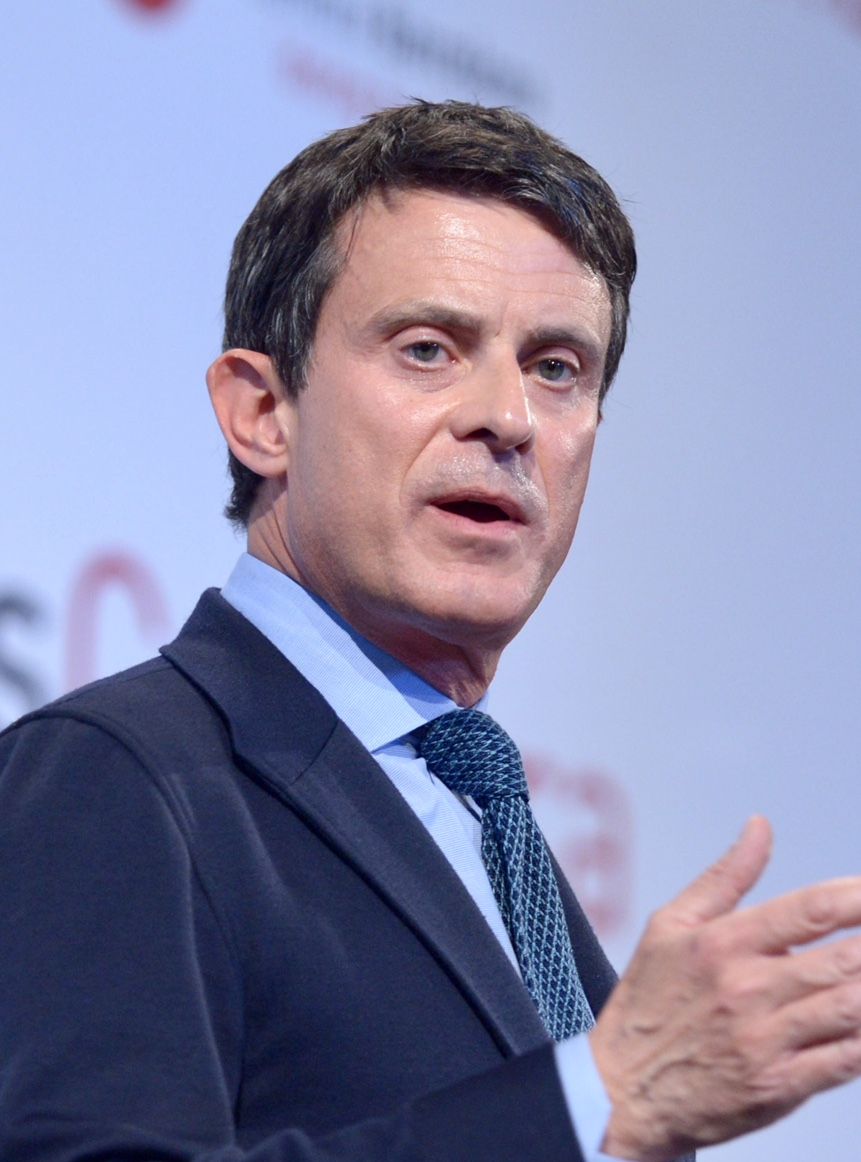
Manuel Valls (2019)

  - Gian Giacomo Ferrari (* um 1565 in Ludiano; † nach 1608 ebenda), Vogtstatthalter von Blenio 1608[24]
  - Giovanni Ferrari (* um 1610 in Ludiano; † nach 1654 ebenda), Vogtstatthalter von Blenio 1652 und 1654[24]
  - Giovan Battista Ferrari (* 2. April 1825 in Mailand; † 7. April 1915 in Buscate), Priester, Propst, Tessiner Grossrat, wohnte in Ludiano[25]
- Silvio Jolli (* 14. Februar 1907 in Ludiano; † 15. August 1964 in Rivera), Jurist, Gemeindepräsident von Semione, Tessiner Grossrat, Nationalrat[26]

- Giuseppe Gallizia (1915–2007), Priester, Kanoniker, Archivar, Lokalhistoriker und Publizist
- Gianni Metalli (* 28. Februar 1930 in Lugano; † 24. November 2006 in Lugano; Bürgerort: Ludiano), Maler, Grafiker, Radierer und Siebdrucker
- Manuel Valls (* 13. August 1962 in Barcelona), französischer Politiker[27]